# Tricorythodes explicatus
Tricorythodes explicatus is een haft uit de familie Leptohyphidae. De wetenschappelijke naam van de soort is voor het eerst geldig gepubliceerd in 1892 door Eaton.
De soort komt voor in het Nearctisch gebied.